# La primavera (EP)
La primavera è il secondo EP del cantautore italiano Jovanotti, pubblicato il 17 dicembre 2021 dalla Polydor Records.

## Descrizione
L'EP, composto da sei tracce, è stato realizzato con la partecipazione del produttore Rick Rubin. Jovanotti, dopo l'uscita del primo singolo Il boom, racconta gli altri quattro brani in questo modo:

Jovanotti inoltre racconta in un'intervista a Deejay chiama Italia che il disco è stato scritto dopo che è stato diagnosticato il linfoma di Hodgkin alla figlia:

## Tracce
Testi di Lorenzo Cherubini.
1. La primavera – 3:24 (musica: Lorenzo Cherubini, Riccardo Onori, Christian Rigano)
2. I love you baby – 3:32 (musica: Lorenzo Cherubini, Riccardo Onori, Christian Rigano)
3. Un amore come il nostro – 4:40 (musica: Lorenzo Cherubini, Riccardo Onori)
4. Tra me e te – 3:01 (musica: Lorenzo Cherubini, Riccardo Onori)
5. Border Jam – 4:24 (musica: Lorenzo Cherubini)
6. Il boom – 3:30 (musica: Lorenzo Cherubini)